# 牛かた

日本式の牛肉部位

牛かた、牛肩（ぎゅうかた、英語: beef shoulder clod）は、日本における牛肉の部位の1つ。牛うで、しゃくし、カタミスジとも呼ばれる。牛かたロース（牛肩ロース）とは異なる。
食肉小売品質基準が定める牛肉の11部位の1つであり、日本に輸入される牛肉の部位のショルダークロッド、クロッド（ブレード）、チャックテンダーを含む。
運動量が多い部分であるので、筋肉質で脂肪は少ない。肉質はやや堅いが、薄切り肉にすると柔らかくなる。カレー、シチュー、しゃぶしゃぶなど、幅広く利用できる。ただし、内側のミスジなどは柔らかく、脂肪も少なくはない。
以下に牛かた肉を細分した例を記す。
ミスジ
肩甲骨の肩甲棘の下にある棘下筋。
英語ではOyster Blade、Top Bladeと呼ばれる。イギリスでは断面を羽とみたててFeatherとも呼ばれる。
ウワミスジ
ミスジの上に部位。関西ではコバンザメとも呼ばれる。筋肉としては肩甲下筋や大円筋。
英語ではUpper Oyster Blade。
肩三角（かたさんかく）
上腕三頭筋の部分。三角形をしており、サンカク、栗（クリ）とも呼ばれる。
英語ではTriceps Brachii Caput。
こさんかく
広背筋の部分。肩三角よりひとまわり小さい三角形のため小三角と呼ばれる。
英語ではAnconeus。
にのうで
上腕筋と烏口腕筋の部分。まくらとも呼ばれる。
英語ではBiceps Brachii。
トウガラシ
肩甲骨の肩甲棘の上にある棘上筋の部分。形がトウガラシに似ていることから名付けられた。
間のスジを取り除いて肉を開くと鳥の鳶に似た形状となるため、関西ではトンビとも呼ばれる。
英語ではChuck Tender。「柔らかい（Tender）、肩（Chuck）」の意で、その名の通りに柔らかいのが特徴。